# Shumshu
Shumshu (en ruso, Шумшу, y en japonés, Shumushu, シュムシュ) es una isla en el archipiélago de las islas Kuriles. Tiene una superficie de 388 km². Pertenece al grupo de las Kuriles septentrionales. 

## Geografía
La isla de Shumshu se encuentra entre las coordenadas geográficas siguientes:
- latitud: 50°37' y 50°52' N,
- longitud: 156°10' y 156°31' E,
- máxima altitud: 189 m s. n. m.

Al noreste se encuentra el cabo Lopatka de la península de Kamchatka, separado por el Primer Estrecho de las Kuriles, y al suroeste la isla Paramushir, separada por el Segundo Estrecho de las Kuriles. 
Administrativamente es controlada por el óblast de Sajalín.
- Datos: Q838500
- Multimedia: Shumshu / Q838500